# Ny Caeli
HD 30985 eller Ny Caeli (ν Caeli, förkortad Ny Cae, ν Cae), som är stjärnans Bayer-beteckning (korrekt benämning är omtvistad), är en ensam stjärna i sydöstra delen av stjärnbilden Gravstickeln. Den har en skenbar magnitud av 6,07 och är svagt synlig för blotta ögat där ljusföroreningar ej förekommer. Baserat på parallaxmätning inom Hipparcosuppdraget på ca 19,0 mas, beräknas den befinna sig på ett avstånd av ca 171 ljusår (53 parsek) från solen.

## Egenskaper
Ny Caeli är en gul till vit underjättestjärna av spektralklass F2/3 V eller F1 III-IV. Den har en massa som är ca 35 procentstörre än solens massa, en radie som är ca 2,2 gånger solens radie och avger ca 8 gånger mer energi än solen från dess fotosfär vid en effektiv temperatur på ca 6 900 K.